# شعب السرار (القفر)

تعديل مصدري - تعديل

شعب السرار محلة تابعة لقرية بيت الغماري، التابعة لعزلة حمير بمديرية القفر إحدى مديريات محافظة إب في الجمهورية اليمنية، بلغ تعداد سكانها 41 حسب تعداد اليمن لعام 2004.